# 가미촌 (나가노현)
가미촌(일본어: 上村)은 일본 나가노현 시모이나군에 설치되었던 촌이다. 2005년 10월 1일 미나미노촌과 함께 이다시에 편입 합병하였다. 덧붙여 구 촌역에는 시정촌의 합병 특례에 관한 법률(합병 특례법)에 근거하는 지역 자치구가 2010년 9월 30일을 기한으로 하여 설치되었다.

## 역사
- 1876년 8월 21일 - 도야마촌이 나가노현에 소속되었다.
- 1881년 4월 14일 - 도야마촌의 일부가 분립해 가미촌이 되었다.
- 1889년 4월 1일 - 정촌제 시행과 함께 가미촌 단독으로 자치체를 형성하였다.
- 2005년 10월 1일 - 이다시에 편입되었다. 동일 가미촌은 폐지되었다.

## 교통

### 도로
- 국도 152호선
- 국도 256호선
- 국도 474호선